# Seznam českých osobních automobilů
Tato stránka se snaží obsáhnout všechny osobní automobily české nebo československé značky, řazené podle výrobce.

## Laurin & Klement–Škoda Auto
(1895)
- Laurin & Klement A (1905)
- Laurin & Klement B (1906)
- Laurin & Klement C (1906)
- Laurin & Klement E (1906)
- Laurin & Klement B2 (1907)
- Laurin & Klement C2 (1907)
- Laurin & Klement FC (1907) (závodní)
- Laurin & Klement FCS (1908) (závodní)
- Laurin & Klement BS (1908)
- Laurin & Klement EN (1909)
- Laurin & Klement FCR (1909) (závodní)
- Laurin & Klement ENS (1910)
- Laurin & Klement T / Ta (1914)
- Laurin & Klement MK6 (Laurin & Klement MK6 / 445 / 450) (1920)
- Laurin & Klement MS/540/545 (1920–1923)
- Laurin & Klement A (1922) (Laurin & Klement A / 100) (1922)
- Laurin & Klement 105 (1923)
- Laurin & Klement 150 (1923)
- Laurin & Klement – Škoda 545 (1924–1927)
- Laurin & Klement 350 (1925)
- Laurin & Klement 110 (1925)
- Laurin & Klement 120 (1925)
- Škoda 360 (Laurin & Klement 360) (1926)
- Škoda 422 (1929)
- Škoda 633 (1931)
- Škoda 420 Standard/Rapid/Popular (1933 – 1938)
- Škoda Favorit (1936-1941)
- Škoda 1101 Tudor (1946–1952)
- Škoda Superb 4000 (1939–1940)
- Škoda VOS (1949 – 1952)
- Škoda 1200 (1952–1956)
- Škoda 440/445 (1955–1959)
- Škoda 1201 (1956–1961)
- Škoda Octavia (1959–1964)
- Škoda Felicia (1959–1964)
- Škoda Octavia Combi (1961–1971)
- Škoda 1202 Combi (1961–1973)
- Škoda 1000 MB (1964–1969)
- Škoda 1203 (1967–1999)
- Škoda 100 and 110 (1969–1977)
- Škoda 110 R (1970–1980)
- Škoda 105/120/125 (1976–1990)
- Škoda Garde (1981–1984)
- Škoda 130/135/136 (1984–1990)
- Škoda Rapid (1984–1990)
- Škoda Favorit/Forman/Pick-up (1987–1995)
- Škoda Felicia (1994–2001)
- Škoda Octavia (1996–)
- Škoda Fabia (1999–)
- Škoda Superb (2001–)
- Škoda Roomster (2006-2015)
- Škoda Yeti (2009-2017)
- Škoda Rapid (2011-)
- Škoda Kodiaq (2016-)
- Škoda Karoq (2017-)

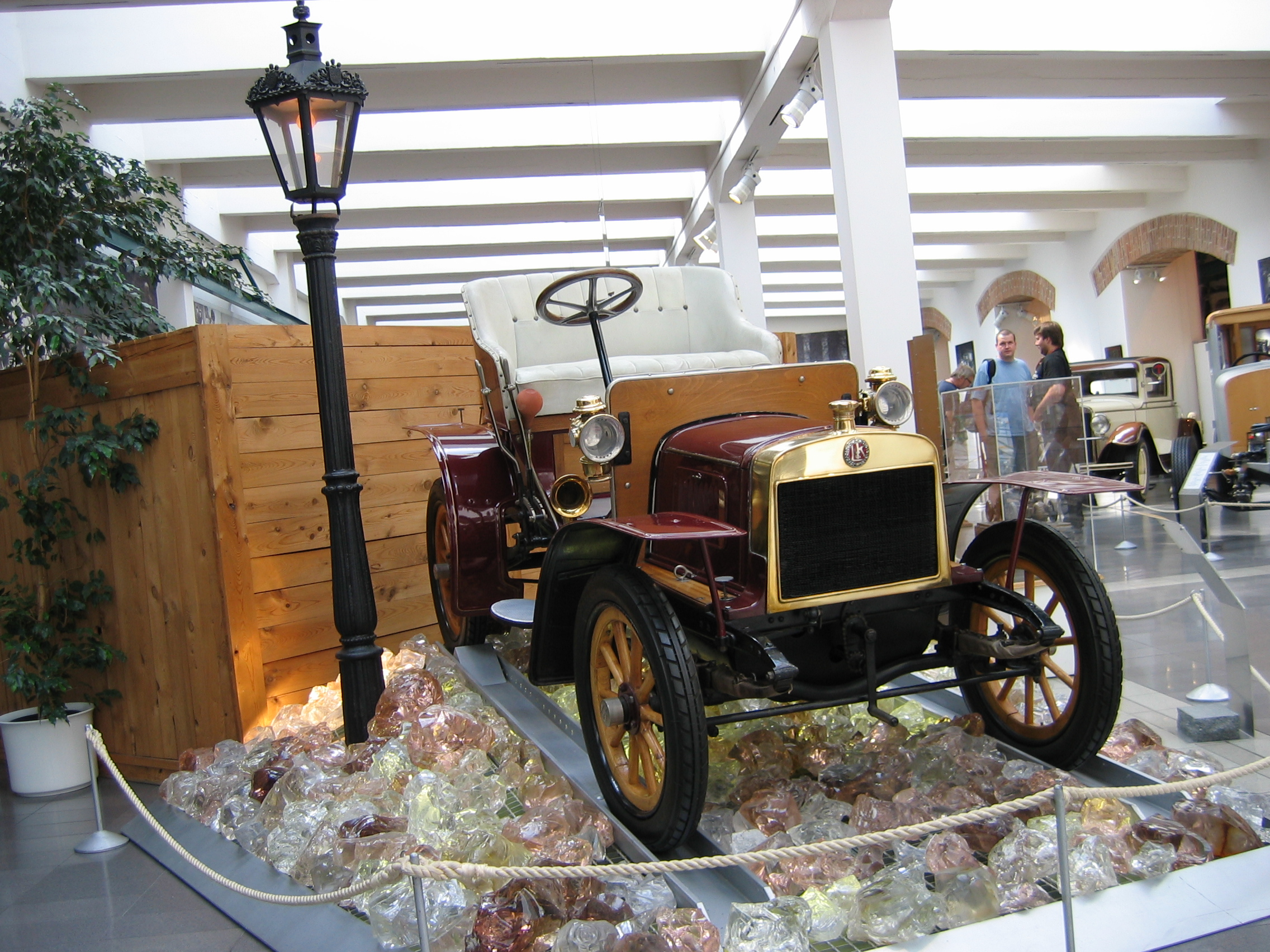
První automobil vyráběný automobilkou Laurin & Klement
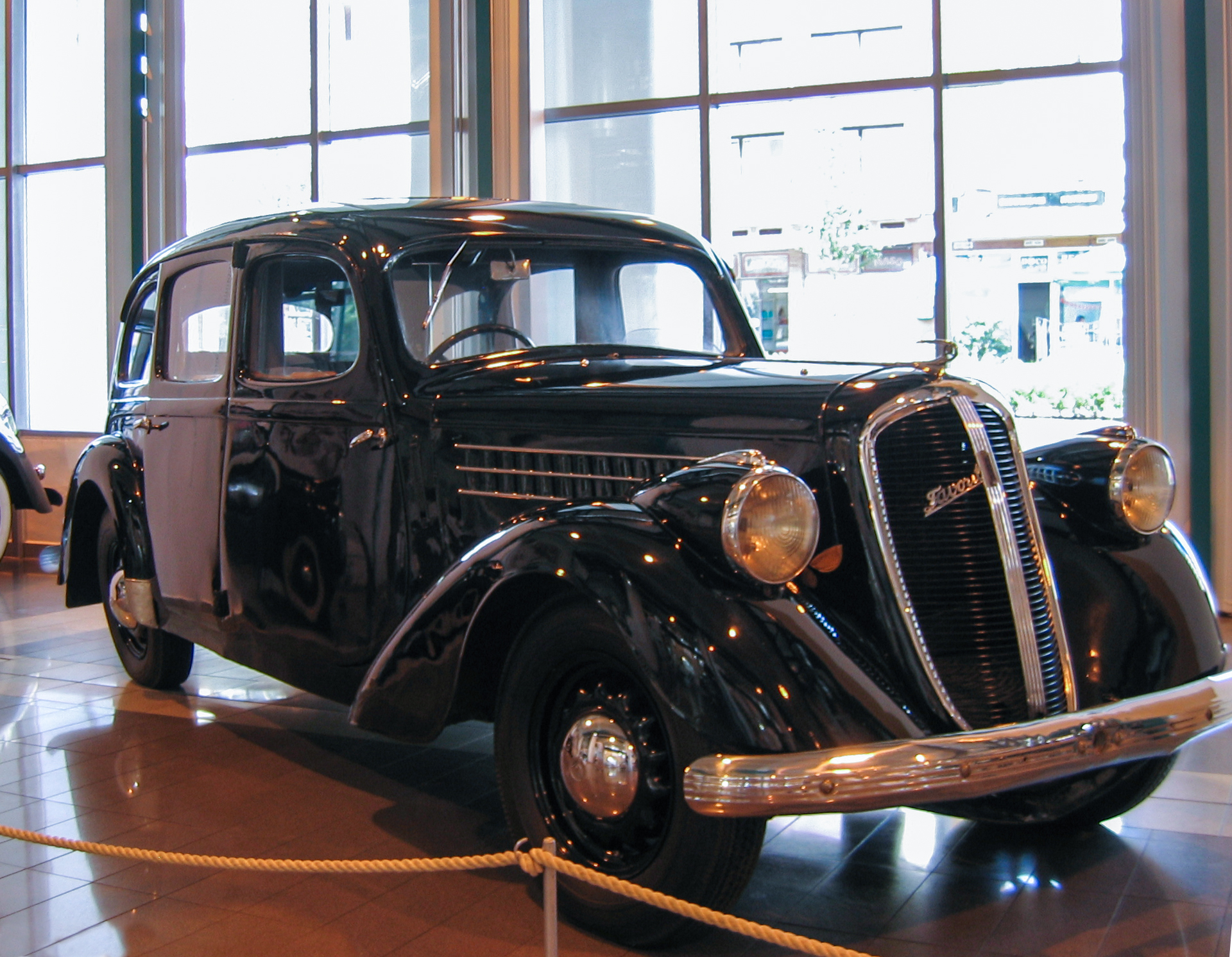
Škoda Favorit byla velká luxusní limuzína z roku 1939
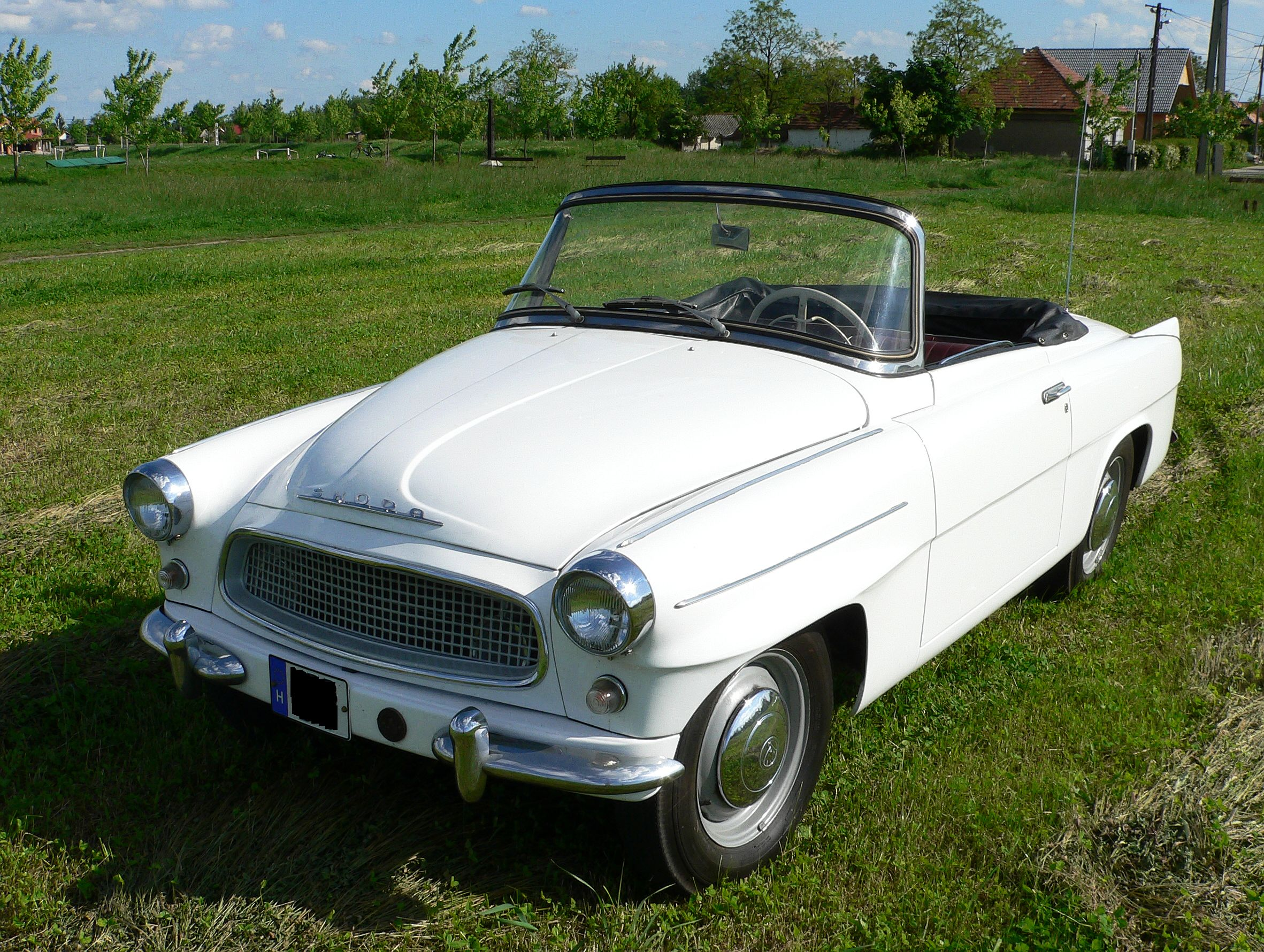
Automobil Škoda Felicia byl jediný sériově vyráběný kabriolet automobilky Škoda
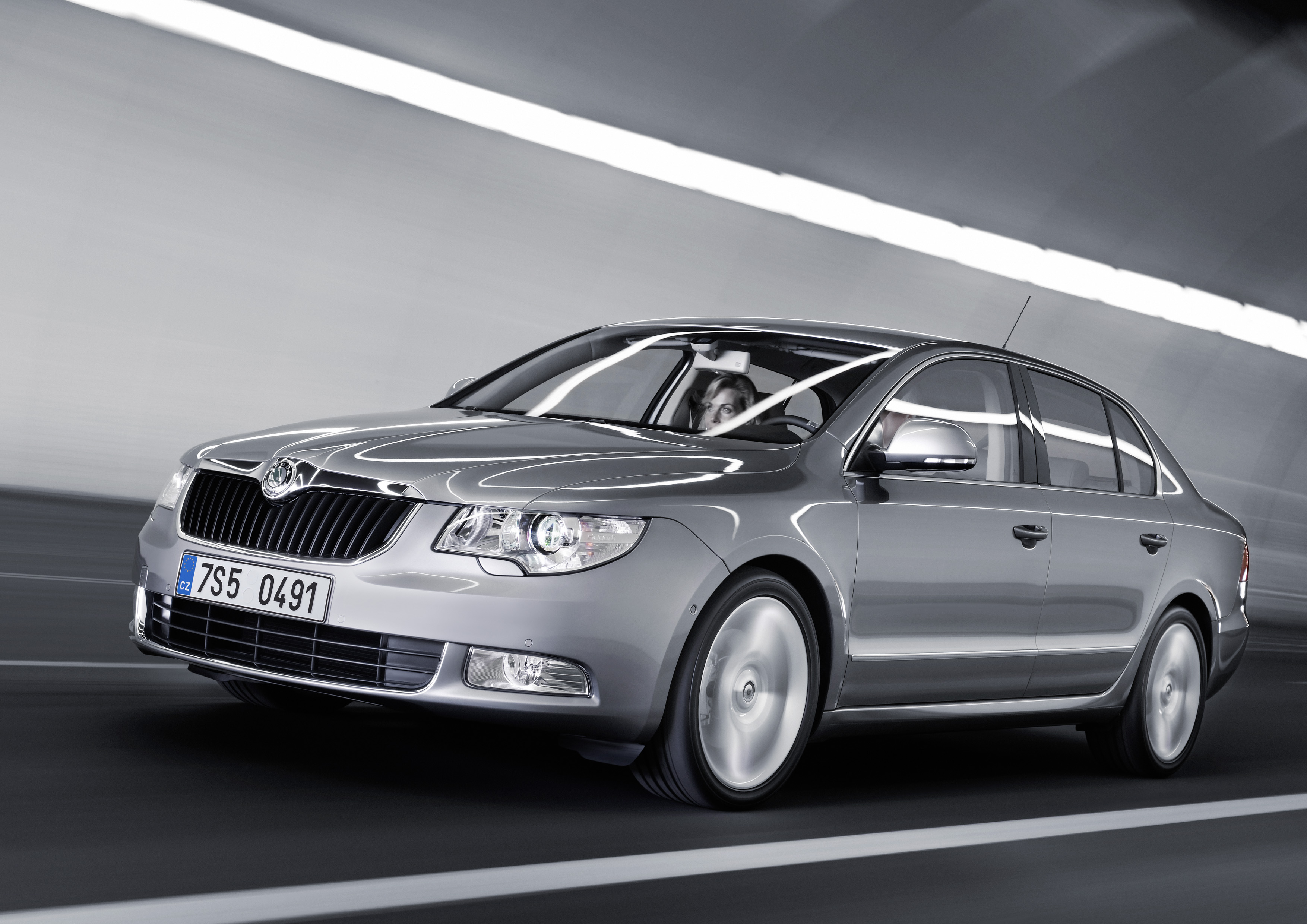
Škoda Superb je nyní nejluxusnější a nejrychlejší automobil sériově vyráběný automobilkou Škoda

## Tatra
(1850)
- NW Präsident (1897)
- NW Rennzweier (1900)
- NW A (1900)
- NW Elektromobil (1900-1901)
- NW B (1902-1904)
- NW C (1902)
- NW D (1904)
- NW E (1904-1906)
- NW F (1905-1906)
- NW J (1906-1911)
- NW L (1909–1911)
- NW S (1906-1917)
- NW T/Tatra 20 (1914-1925)
- NW U/Tatra 10 (1915-1927)
- Tatra 11 (1923-1926)
- Tatra 17 (1925-1929)
- Tatra 12 (1926-1934)
- Tatra 26/30 (1927-1933)
- Tatra 26/52 (1931)
- Tatra 30 (1926-1930)
- Tatra 30/52 (1929-1930)
- Tatra 31 (1926-1930)
- Tatra 52 (1930-1938)
- Tatra 52 Sport (1930-1938)
- Tatra 54 (1931-1934)
- Tatra 57 (1932-1935)
- Tatra 57 A (1936-1938)
- Tatra 57 B (1938-1949)
- Tatra 70 (1931-1932)
- Tatra 70 A (1934-1947)
- Tatra V 570 (1933)
- Tatra 75 (1933-1942)
- Tatra 77 (1934-1935)
- Tatra 77 A (1935-1936)
- Tatra 80 (1931-1935)
- Tatra 87 (1937-1950)
- Tatra 87-603 (1950/1964)
- Tatra 90 (1935)
- Tatra 97 (1937-1946)
- Tatra 107 (1946-1947)
- Tatra 201 (1947)
- Tatraplan (1947-1952)
- Tatra 607 Monopost (1950)
- Tatra 600 Diesel (1952)
- Tatra 603 (1956-1963)
- Tatra Delfín (1963)
- Tatra 603-2 (1963-1975)
- Tatra 604 (1954)
- Tatra 613 (1973-1996)
- Tatra 623 (1980-1998)
- MTX Tatra V8 (1991-1993)
- Tatra 700 (1996-1999)

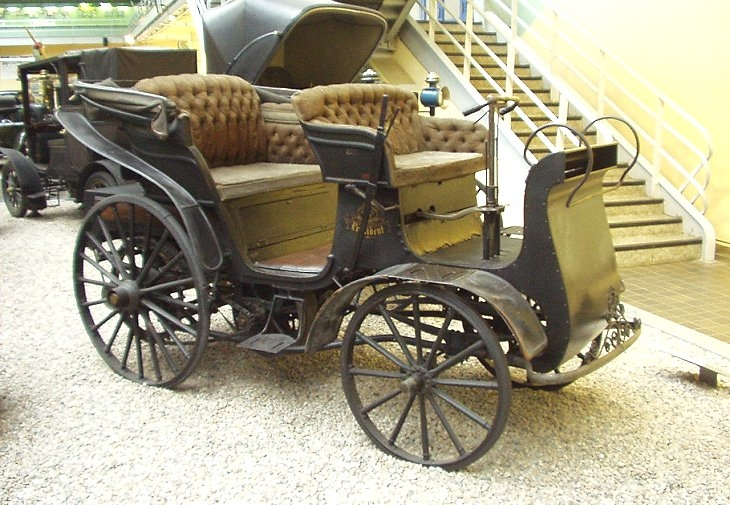
NW Präsident byl společně s automobilem od Lohner-Werke prvním továrně vyráběným sériovým automobilem ve střední a východní Evropě
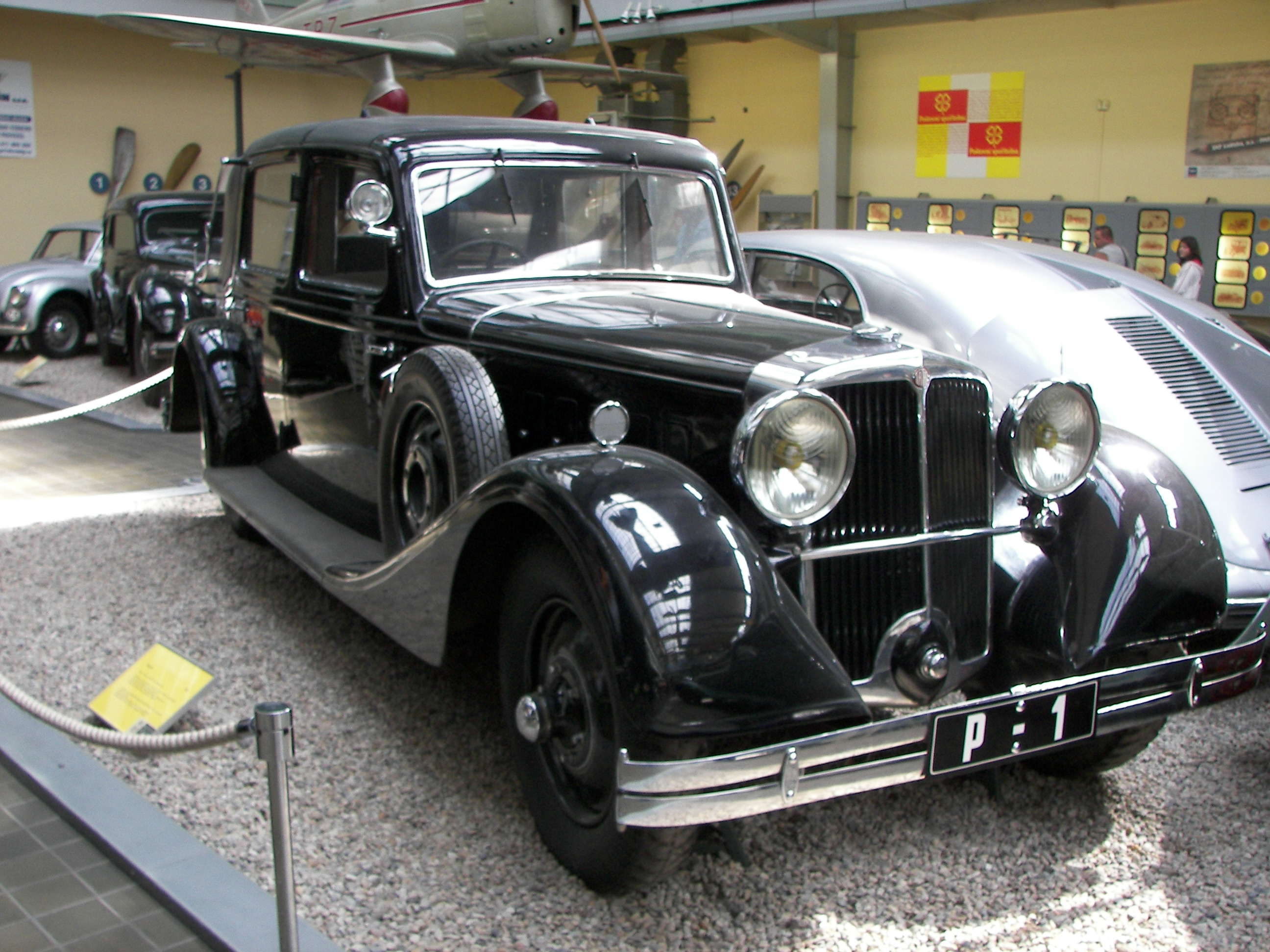
Tatra 80 vlastněná prezidentem T. G. Masarykem
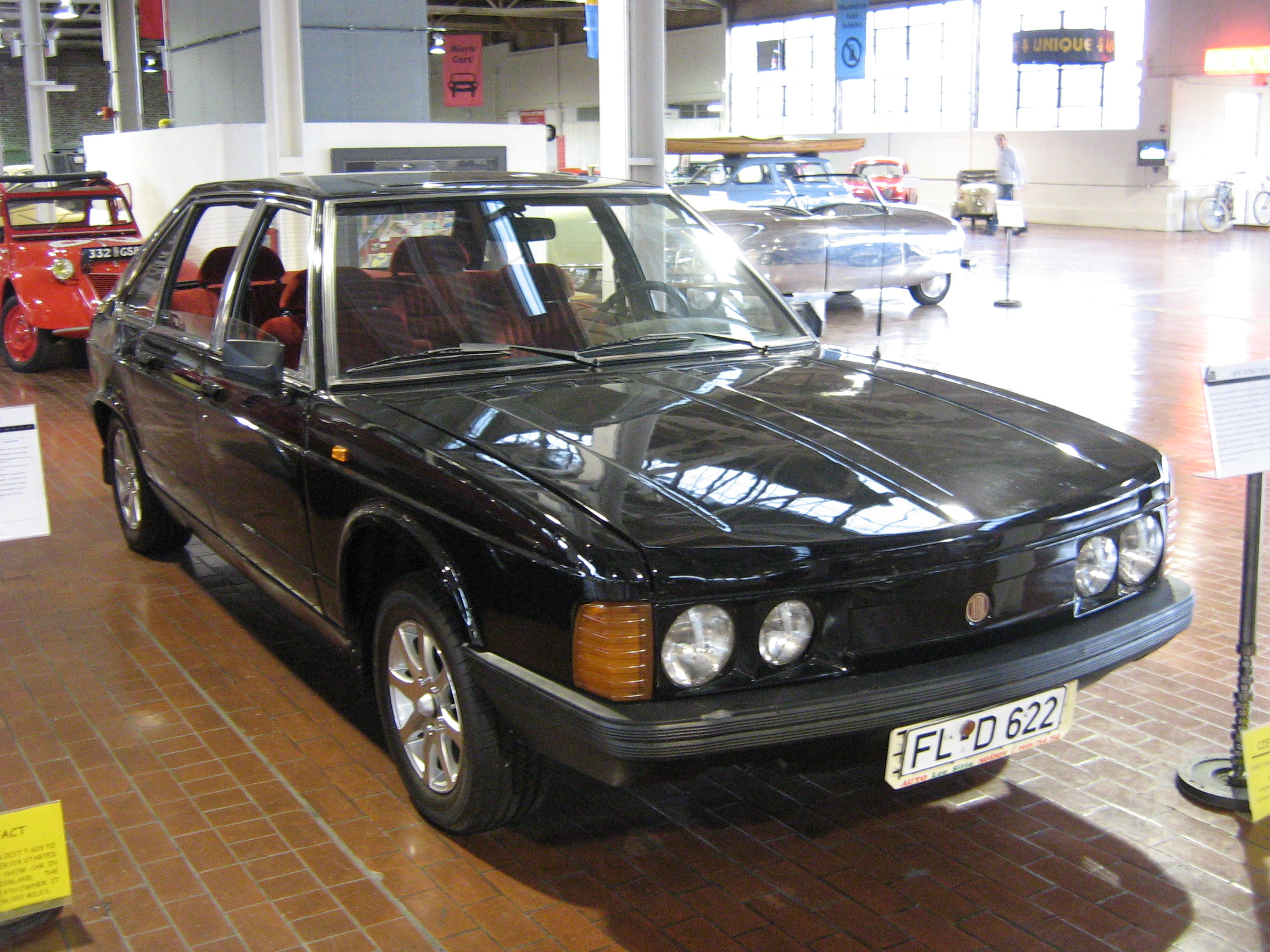
Tatra 613 z roku 1976
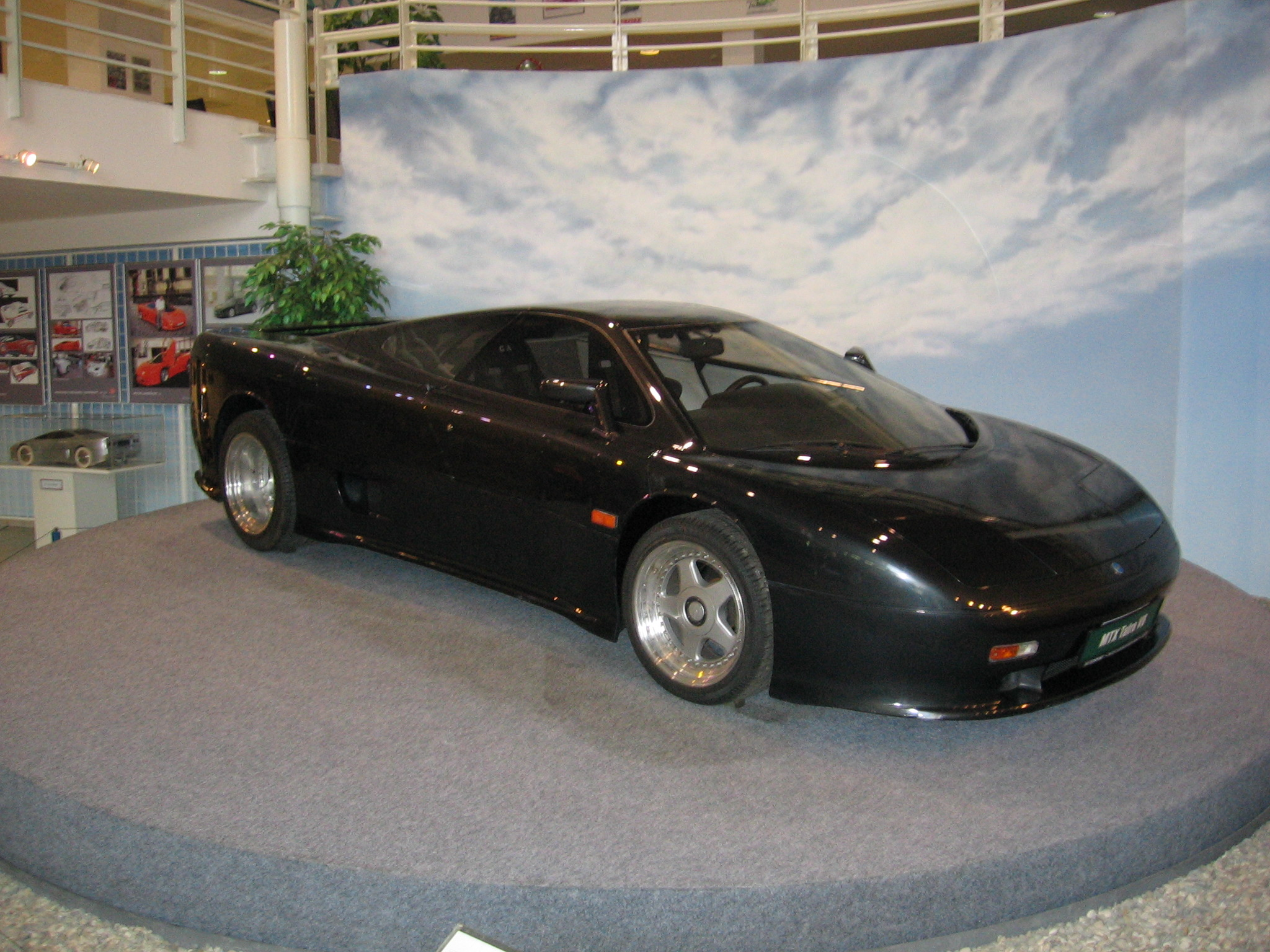
MTX Tatra V8 vyrobená firmou Metalex ve spolupráci s Tatrou je nejrychlejší český vůz všech dob

## Rösler & Jauernig
(1896)
- Rösler & Jauernig (1904)

## Praga

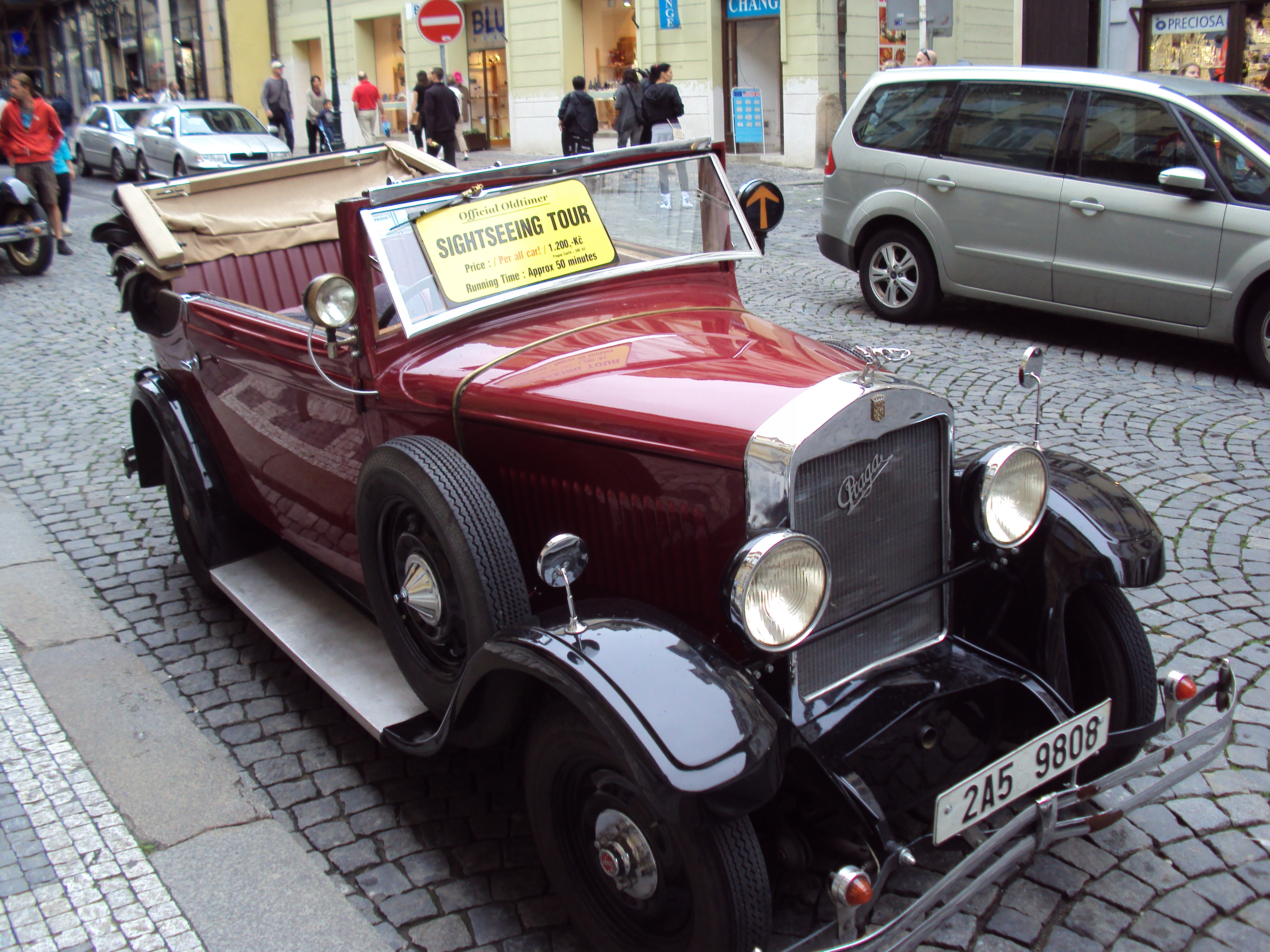
Praga jako Taxi Sightseeing Tour poblíž Karlova mostu

(1907)
- Praga Charon (1907-1911)
- Praga Mignon (1911-1929)
- Praga Grand (1912-1932)
- Praga Alfa (1913-1942)
- Praga Piccolo (1924-1941)
- Praga Super Piccolo (1934-1936)
- Praga Baby (1934-1937)
- Praga Golden (1935-1939)
- Praga Lady (1935-1942, 1946-1947)
- Praga R4S (2011)
- Praga R1 (2013-)
- Praga R1R (2016-2019)
- Praga Bohema (2023-)

## RAF

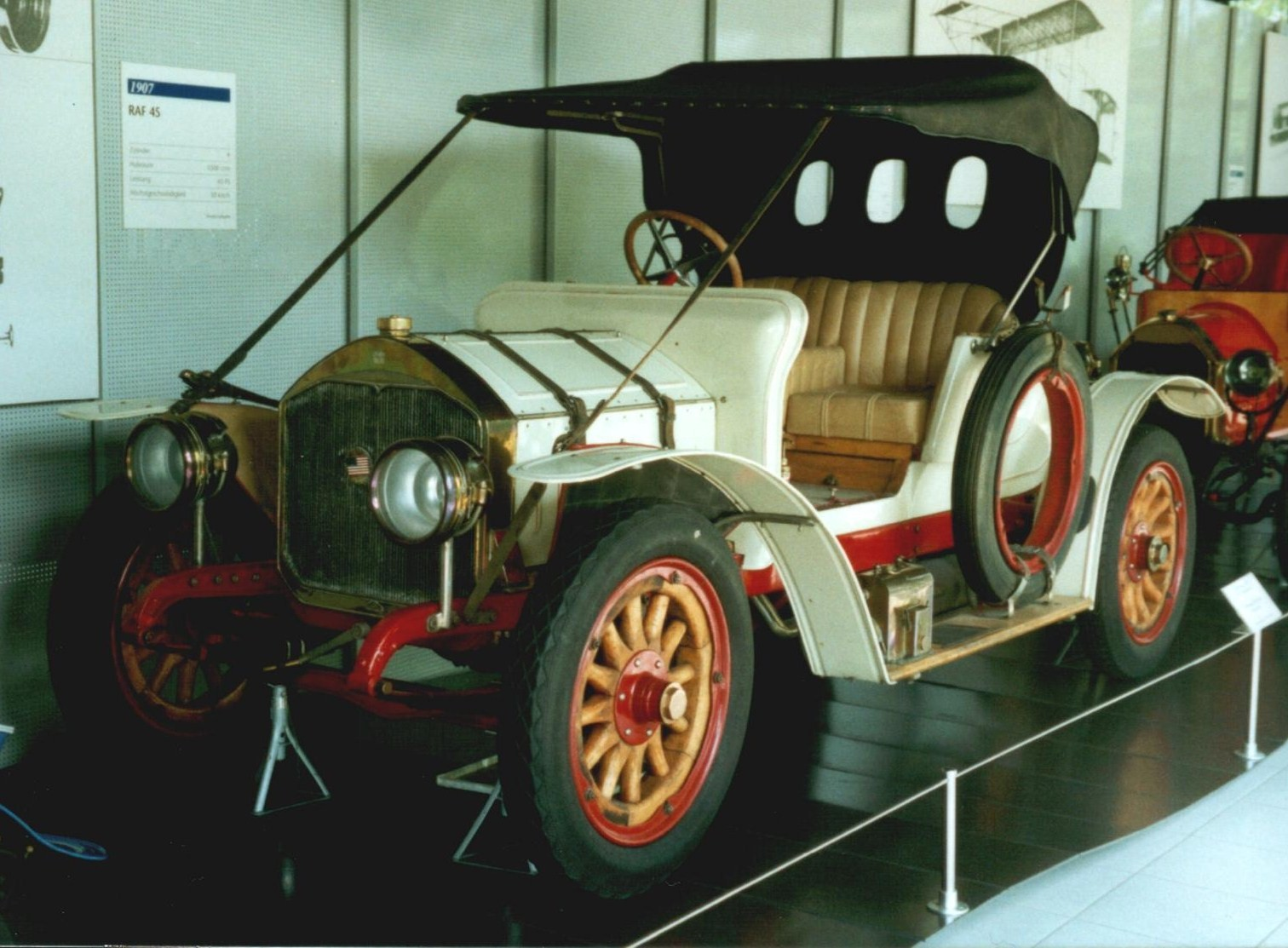
RAF 1907

(1907-1913)
- RAF T (1908)
- RAF H10 (1910)
- RAF 25
- RAF FW 25
- RAF 14/18
- RAF 18/50hp (1913)

## Walter
(1911-1951)
- Walter W-I (1912-1913)
- Walter WZ (1919-1924)
- Walter 0 (1924-1925) závodní
- Walter P I-IV (1924-1928)
- Walter 4-B (1928-1930)
- Walter 6-B (1928-1930)
- Walter Standard 6 (1930-1933)
- Walter Super 6 (1930-1935)
- Walter Super 6B (1930) závodní
- Walter Regent (1932-1936)

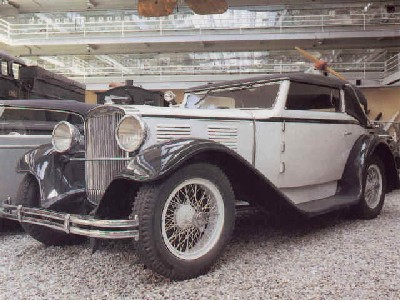
Walter Standard 6 (1931)

- Walter Standard S (1934-1935) závodní
- Walter Royal (1932),  nejdražší československý osobní automobil mezi světovými válkami
- Minicar (Jinonice) (1948)

Italská licence:
- Walter Bijou (1931-1935)
- Walter Junior (1932-1937)
- Walter Junior S (1933) závodní
- Walter Junior SS (1934) závodní
- Walter Princ (1932-1937)
- Walter Lord (1932-1937)

## Zbrojovka Brno
(1923-1936)
- Disk 1924-1925
- Z 18 1926-1930

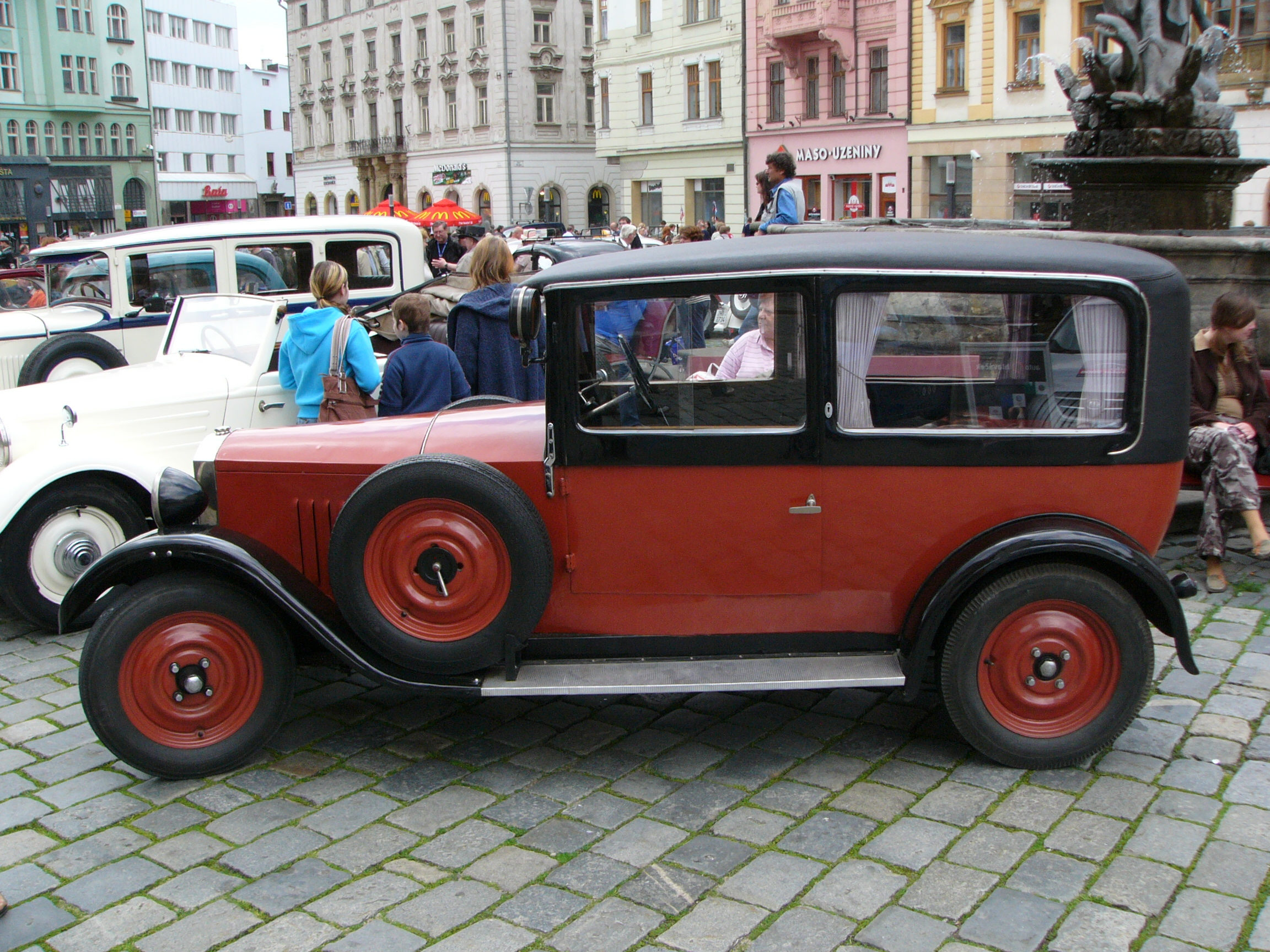
Z18 bylo první sériově vyráběné auto s dvoudobým motorem v Evropě

- Z 14 1930-1935, Z 12 (1927), Z 13 (1930)
- Z 9 1929-1932
- Z 4 1932-1936
- Z 5 Express 1935-1936
- Z 6 Hurvínek 1935-1936

## Wikov

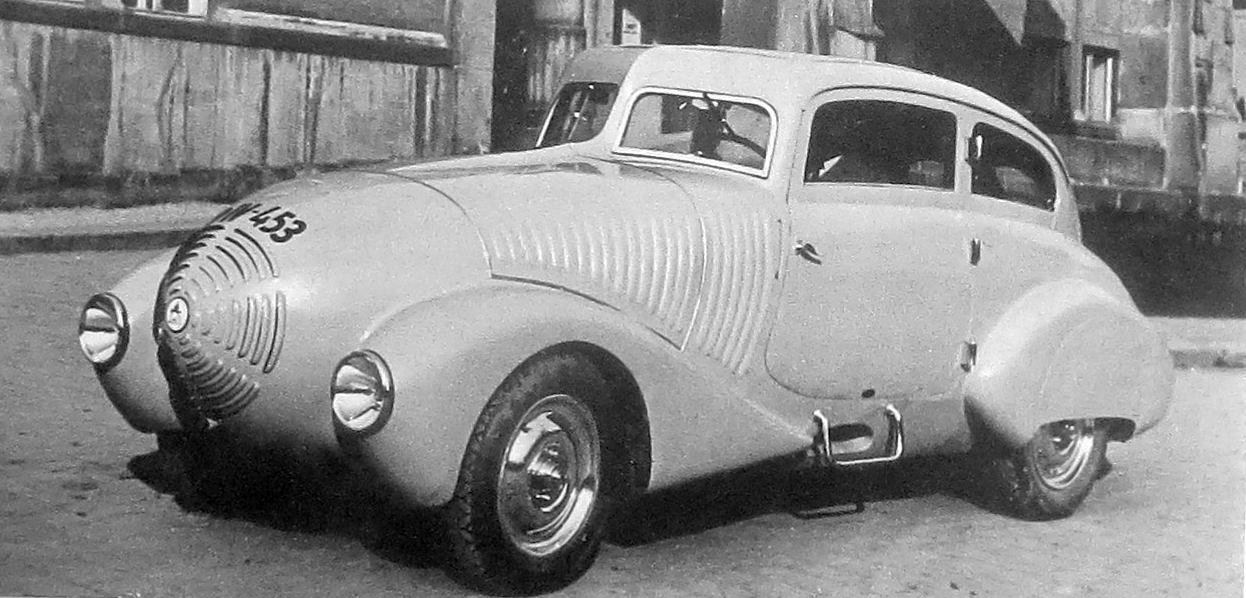
Wikov 35 "Kapka" byl první aerodynamický vůz vyráběný v ČSR

(1925-1937)
- Wikov IV/16
- Wikov 7/28
- Wikov 35
- Wikov 40
- Wikov 70

## Aero
(1929-1947)
- Aero 500 (1929-32)
- Aero 662 (1931-34)
- Aero 750
- Aero 1000 (1933-34)
- Aero 1000 SS
- Aero 30 (1934-47)
- Aero 50 (1936-40)

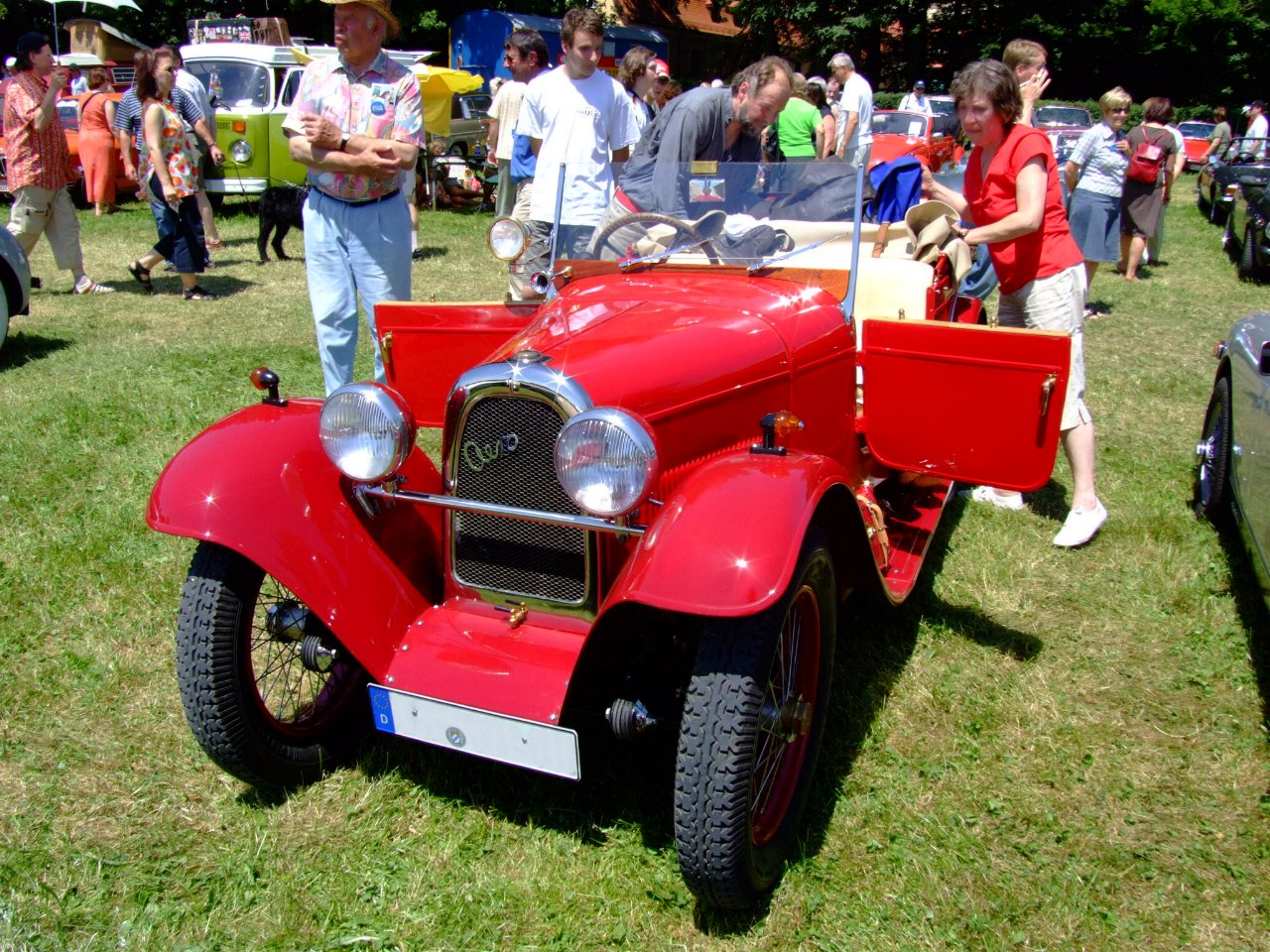
Aero 662

- Aero Minor (1946-51, výroba Walter a Letov)

## Gatter
(1930-1937)
- Gatter Schreckenstein (1925)
- Kleine Gatter (1930-36)

## Jawa

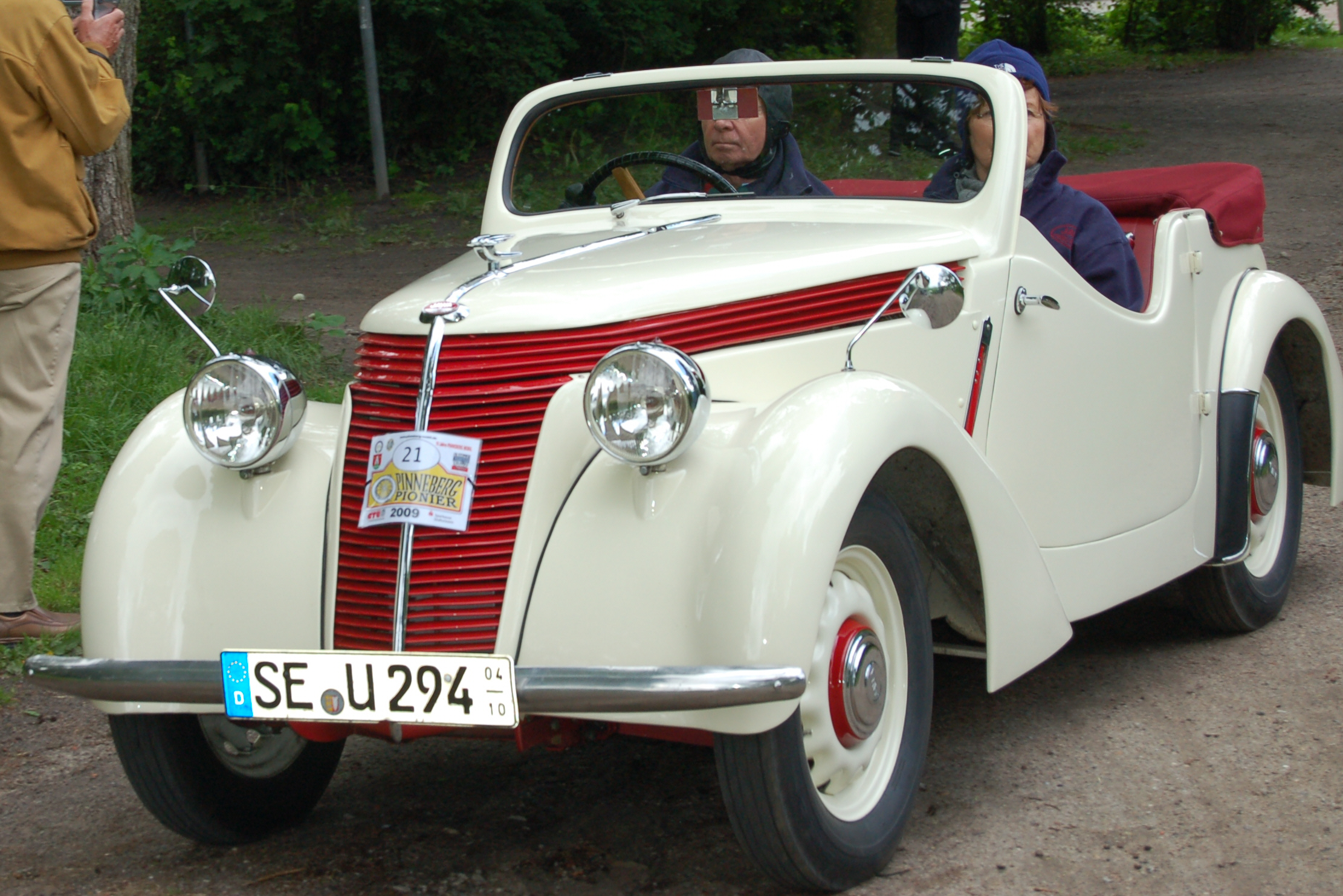
Jawa Minor

(1934-1939)
- Jawa 700 (1934)
- Jawa 750 (1935)
- Jawa 600 Minor (1937-1947)

## VAJA
(1928-1932)
- Vaja (cyclecar)

## Július Kubinský
(1954)
- JK 2500

## Velorex

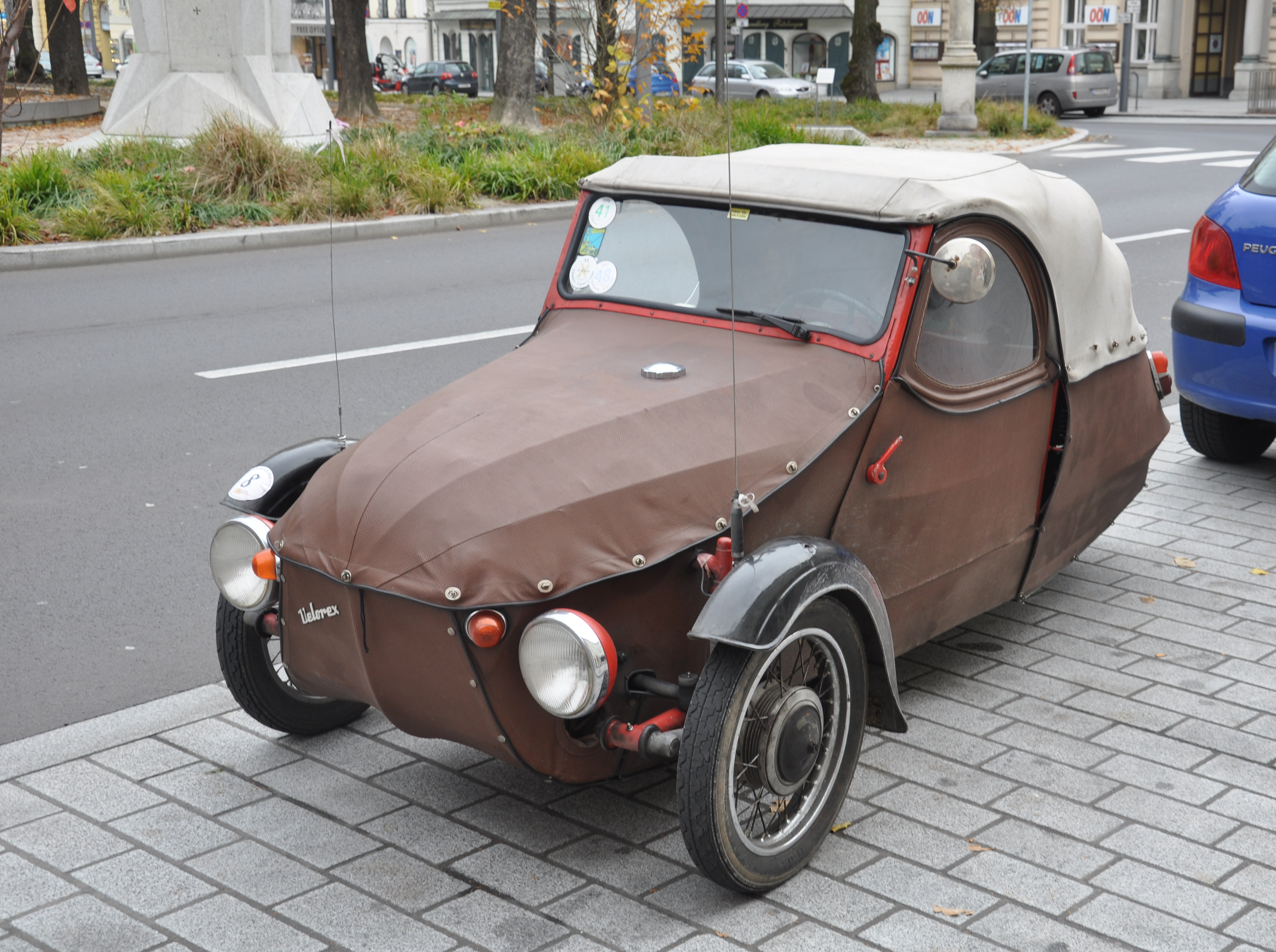
Velorex, jediný homologovaný vůz s plátěnou karoserií na světě

(1951-1971)
- Oskar 54
- Oskar 16/250
- Velorex 16/175
- Velorex 16/350
- Velorex 453-0

## Gordon
(1997)
- Gordon Roadster 101 (1997)
- Gordon Roadster 1.8, 2.0, 2.3 (2001)
- Gordon Roadster 3.0 24V (2004)
- Gordon Roadster (2022)

## Kaipan

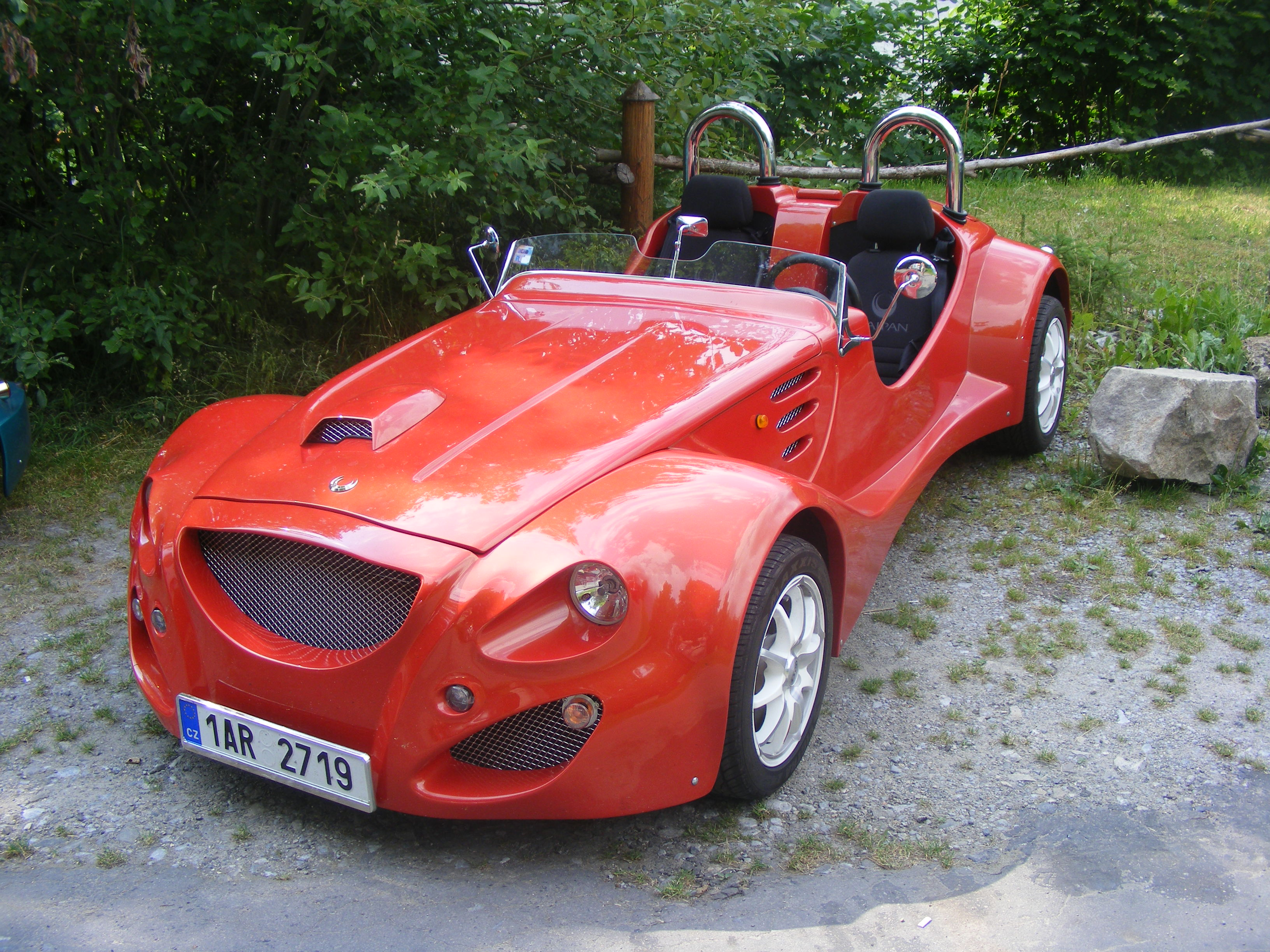
Roadster Kaipan 14

(1997)
- Kaipan 47 (1997)
- Kaipan 57 (2002)
- Kaipan 14 (2006)
- Kaipan 15 (2008)
- Kaipan 16 (2011)